# U-21-Faustball-Europameisterschaft 2003
Die 4. Faustball-Europameisterschaft für U21-Mannschaften fand am 19. und 20. August 2003 in Oppau (Deutschland) statt. Deutschland war zum ersten Mal Ausrichter der Faustball-Europameisterschaft der U21-Mannschaften.

## Platzierungen
| Rang | Land        |
| ---- | ----------- |
| 1.   | Österreich  |
| 2.   | Deutschland |
| 3.   | Schweiz     |